# 郡山市立橘小学校
郡山市立橘小学校（こおりやましりつ たちばなしょうがっこう）英: Tachibana Elementary Schoolは、福島県郡山市堤下町にある公立小学校。

## 概要
「仍テ本校ノ校章ヲ定ムルニ当リテ其ノ名付ノ親ノ姓ナル橘ヲ便化シ以テ校章ト定メタリ。」と残っているとおり、「郡山」という地名の発祥の人物である橘為仲と柑橘類の「橘」に由来しているとされている。校章の発案者は、創立当時に本校に在職していた教師の宗穆（そう あつし）が中心となり、資料等より工夫して原型を作り、全職員で検討した結果誕生した 。
校章の中央が昔は第三小学校を表す「三」だったが、後に小学校を表す「小」に変わった。変わったのは、校名が「橘」に改称されてから2〜3年後と言われている。

## 沿革
出典
- 1920年（大正9年）、福島県安積郡郡山第三尋常小学校として開校
- 1926年（大正15年）、郡山第三尋常高等小学校と改称
- 1926年（昭和元年）、郡山市橘国民学校と改称
- 1947年（昭和22年）、郡山市立橘小学校と改称
- 1948年（昭和23年）5月、現校歌制定
- 1970年（昭和45年）、創立50周年記念式典
- 1980年（昭和55年）、創立60周年記念事業実施
- 1990年（平成2年）、創立70周年記念事業実施
- 1992年（平成4年）6月、創立記念日の制定(6月16日）
- 2000年（平成12年）、創立80周年記念周年記念式典
- 2005年（平成17年）、荒池公園マラソン大会開始
- 2006年（平成18年）、全校ハイキング開始
- 2007年（平成19年）、渡海紀三朗文部科学大臣学校視察
- 2010年（平成22年）、創立90周年記念式典
- 2011年（平成23年）、3月11日の東日本大震災のため、第89回卒業証書授与式を3月31日に挙行

4月、震災により入学式・始業式を4月11日に挙行
7月14日、フランス文化大臣・フランス大使訪問
- 2013年（平成25年）、震災後3年ぶりに校庭で運動会を実施

3月、合奏日本一記念 ゲーデ・デュオコンサート。ウィーンフィルの前コンサートマスター ダニエル・ゲーデが訪問
- 2020年（令和2年）3月、新型コロナウィルス感染防止のための臨時休校

## 通学区域
- 出典[4]

### 全域学区
- 七ッ池町
- 本町二丁目
- 栄町
- 堤下町
- 愛宕町
- 深沢一丁目

### 一部学区
- 池ノ台 (1番から15番まで)
- 山根町 (1番から8番まで 11番から13番まで)
- 堂前町 (23番から31番まで)
- 本町一丁目 (1番 3番から13番まで 18番から23番まで)
- 図景一丁目 (1番から6番まで)
- 菜根三丁目 (1番)

## 校歌
現在の校歌は学校名の改称に伴い、1948年（昭和23年）に制定された。校歌が作られた時には作曲者の弘田龍太郎を招いて「校歌制定大音楽会」が開かれたと言われている。それ以前までは1922年（大正11年）に作られた「郡山第三尋常小学校校歌」が歌われていた。

## 出身者
- 原正夫 第13代郡山市長 福島県議会議員 郡山市議会議員[5]

## 不祥事
2024年（令和6年）、郡山市立橘小学校の学校栄養職員が給食1食当たりの食材費を切り詰めて経費を浮かし、約800万円を横領していたことが発覚した。本来なら鶏もも肉を用いるメニューに安価であるむね肉を用いて食材の経費を浮かすなどし、郡山市内の別の小学校で給食費を管理する口座から2カ年度にわたり計798万7262円を引き出した。これを受け福島県教育委員会はこの栄養職員を分限免職とした。

## 公共交通機関
- JR東日本郡山駅から 徒歩20分
- 福島交通バス 菜根・山根線 堤下町下車 徒歩5分

## 近隣環境
- けんしん郡山文化センター
- ヨークタウン堤下 徒歩1分
- 三菱電機コミュニケーション・ネットワーク製作所郡山工場
- 荒池公園